# Le Livre d'or de la science-fiction : Gérard Klein
Le Livre d'or de la science-fiction : Gérard Klein est une anthologie de nouvelles de science-fiction consacrée à l'œuvre de Gérard Klein, publiée en avril 1979 en France. Rassemblées par Michel Jeury qui a rédigé la préface de l'anthologie, les quinze nouvelles sont parues entre 1958 (L'Écume du soleil) et 1975 (ACME ou l'Anti-Crusoé).

## Publication
L'anthologie fait partie de la série francophone Le Livre d'or de la science-fiction, consacrée à de nombreux écrivains célèbres ayant écrit des œuvres de science-fiction. Elle ne correspond pas à un recueil déjà paru aux États-Unis ; il s'agit d'un recueil inédit de nouvelles, édité pour le public francophone, et en particulier les lecteurs français.
L'anthologie a été publiée en avril 1979 aux éditions Presses Pocket, collection Science-fiction no 5056  (ISBN 2-266-00759-9). L'image de couverture a été réalisée par Wojtek Siudmak.
Elle a été rééditée en 1989 dans la collection Le Grand Temple de la S-F avec pour titre La Planète impossible  (ISBN 2-266-02713-1).

## Liste des nouvelles
- I. La Venue des étrangers
  - La Tunique de Nessa
  - L'Écume du soleil
  - Le Monstre

- II. L'Interrogation et la Quête
  - Les virus ne parlent pas
  - Trois versions d'un événement
  - Discours pour le centième anniversaire de l'internationale végétarienne
  - Ligne de partage

- III. Les Prisonniers du temps
  - Acmé ou l'anti-Crusoé
  - Le Condamné
  - Les Prisonniers
  - Le Dernier Moustique de l'été

- IV. Ceux de l'espace
  - Le Cavalier au centipède
  - La Planète aux sept masques[1]
  - Réhabilitation
  - Jonas